# Elmar Bartsch
Elmar Bartsch (* 6. April 1929 in Frankenstein in Schlesien; † 6. November 2010 in Mülheim an der Ruhr) war ein deutscher Sprechwissenschaftler, Germanist und katholischer Theologe. Er war Professor an der Pädagogischen Hochschule in Neuss und der Universität Duisburg.

## Leben
Nach dem Abitur in Dorsten studierte Bartsch an der PTH Königstein sowie den Universitäten München und Münster Philosophie und katholische Theologie. Er war 1954–1958 im kirchlichen Dienst in der DDR, 1956 legte er das Pfarrerexamen beim Erzbischöflichen Ordinariat Görlitz ab. Nach seiner Rückkehr in die Bundesrepublik war er von 1958 bis 1966 wissenschaftlicher Assistent am Seminar für Liturgiewissenschaft und Pastoraltheologie der Universität München. Er promovierte 1963 in katholischer Theologie, seine Dissertation befasste sich mit den „Sachbeschwörungen der römischen Liturgie“. Ab 1966 baute er am Institut für Katechetik und Homiletik in München die homiletische Abteilung (Predigtlehre) auf und erweiterte sie zur theologischen Erwachsenenbildung. Das Institut wurde von der Deutschen Bischofskonferenz für Postgraduierte aus der ganzen Welt eingerichtet. Maßgebende Kollegen waren die Oratorianer in München und Kollegen des homiletischen Arbeitskreises in Deutschland. Von 1967 bis 1969 war Bartsch Direktor des Institutes. Von 1970 bis 1971 war er als Lektor beim Münchner Kösel-Verlag tätig.
Parallel zu seiner Tätigkeit als Theologe studierte Bartsch 1964 bis 1968 in München Germanistik und Sprechwissenschaft. 1971 legte er die Prüfung zum Sprecherzieher an der Prüfstelle Saarbrücken der Deutschen Gesellschaft für Sprechkunde und Sprecherziehung (DGSS) ab. Er wurde Dozent für Sprecherziehung an der Pädagogischen Hochschule Rheinland in Neuss. Ab 1974 lehrte er als Wissenschaftlicher Rat, später als Professor am Seminar für Didaktik der deutschen Sprache und Literatur der Pädagogischen Hochschule in Neuss mit Schwerpunkt „mündliche Kommunikation“. 1980 wurde Bartsch zum Professor für germanistische Linguistik und Sprachdidaktik an der Universität Duisburg ernannt, 1992 wechselte er auf den Lehrstuhl für Sprechwissenschaft und Phonologie des Deutschen an derselben Universität.
Neben seiner Hochschultätigkeit bot er Schulungen in Sprech-Kommunikation, u. a. am Auswärtigen Amt Bonn (20 Jahre), für die Süddeutsche Zeitung (10 Jahre), für das Hernstein Institut für Management und Leadership und die Wirtschaftskammer Wien (seit 1975) an. Ab 1975 leitete er die Prüfstelle der Deutschen Gesellschaft für Sprechwissenschaft und Sprecherziehung (DGSS) in Neuss, ab 1980 die Prüfstelle Duisburg und kommissarisch nach dem Tod von Rudolf Rösener 1993 die Prüfstelle in Münster. Von 1985 bis 1989 war Bartsch 1. Vorsitzender der DGSS. Daneben gehörte er der Deutschen Gesellschaft für Sprachwissenschaft (DGfS) und der Gesellschaft für Angewandte Linguistik (GAL) an. Bartsch war zudem Mitglied des Deutschen Netzwerks Wirtschaftsethik. Er nahm Lehraufträge zur Wirtschaftsethik an der Fachhochschule für Technik und Wirtschaft Berlin sowie bei den Stadtverwaltungen in Düsseldorf und Köln wahr.
Bartsch verstarb am 6. November 2010 in Mülheim an der Ruhr.

## Arbeitsschwerpunkte
- Coaching von Experten- und Wissenschaftsteams im Konflikt
- Seminare und Beratung in Führungs-, Wirtschafts- und Unternehmensethik
- Verbale Kommunikation als Persönlichkeits- und Teamentwicklung
- Philosophie, Theologie und Kommunikationstheorie
- Wirtschaftsethik mit Bezug auf Jürgen Habermas und K.O. Apel

## Beratungs- und Trainingsprojekte
- Entwicklung der Sprechstimme als Persönlichkeits-Design
- Expertenschulung und Beratung der Entwicklungspolitik
- Moderation und Entwicklung von Trainer- und Wissenschaftsteams
- Gründung und Leitung (1982–2008) der Fach-Kolloquien für Kommunikationsexperten in Wirtschaft, Wissenschaft, Weiterbildung und Verwaltung mit dem Titel "Sprech-Kontakte" in Kooperation mit den Universitäten Duisburg und Düsseldorf sowie der VHS Düsseldorf
- Lehraufträge in Führungs- und Unternehmensethik, Kommunikation und Präsentation (Freie Universität zu Berlin)
- Zusammenarbeit mit Journalisten in Funk und Fernsehen
- Gründer der sogenannten Schule der Kooperativen Rhetorik
- Mitbegründer des Institutes für Kommunikation Rhetorik und Sprechtraining (IKARUS) in Duisburg (1994) (nach der Entpflichtung aus der Universität).

## Veröffentlichungen (Auswahl)
- Sprechkommunikation lehren. Gesammelte Aufsätze von Elmar Bartsch. Band 1: 1969–1983. Alpen: 2009
- Sprechkommunikation lehren. Gesammelte Aufsätze von Elmar Bartsch. Band 2: 1984–1993. Alpen: 2009
- Sprechkommunikation lehren. Gesammelte Aufsätze von Elmar Bartsch. Band 3: 1994–1999 Alpen: 2011
- Von der Glatzer Neiße über den Westen zur Görlitzer Neiße. In: Schlesier in der DDR: Berichte von Flüchtlingen, Vertriebenen und Umsiedlern. Görlitz: Schlesisches Museum zu Görlitz, 2009, S. 62–74.
- Grundwissen Kommunikation. Stuttgart: Klett 1999 (mit Tobias Marquart)
- Sprechen, Führen, Kooperieren in Betrieb und Verwaltung. Kommunikation in Unternehmen – München: Ernst Reinhardt 1994 (= Sprache und Sprechen 29)
- Buchreihe Sprechkommunikation im LiT-Verlag Münster, ab 1996 (mit Petra Korte)
- Friske, C./ Bartsch, E./ Schmeisser, W. Einführung in die Unternehmensethik. Erste theoretische, normative und praktische Aspekte, Rainer Hampp Verlag, Mering 2005